# Sołocha

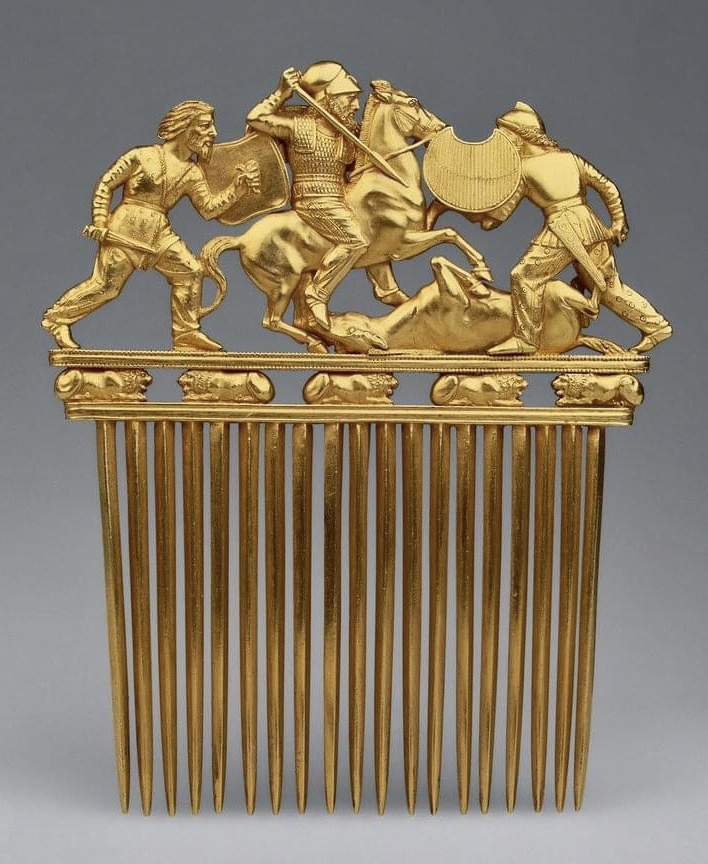
Złoty grzebień z kurhanu Sołocha

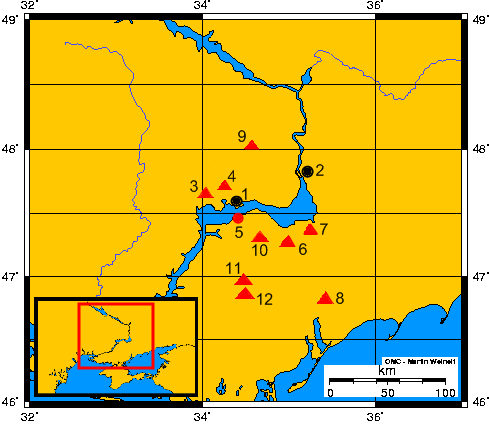
Stolica Scytów Grodzisko Kamjanśke (5) i tzw. królewskie kurhany scytyjskie nad dolnym Dnieprem:
6) Sołocha (kurhan)

Sołocha – kurhan scytyjski z połowy IV wieku p.n.e., znajdujący się w okolicach Nikopola, 12 km na południowy wschód od wsi Wełyka Znamianka w wasiliewskim rejonie obwodu zaporoskiego Ukrainy. Jest jednym z najbogatszych spośród odkrytych do chwili obecnej kurhanów i zalicza się do grupy tzw. królewskich kurhanów scytyjskich.
Został odkryty w 1912 przez N.I. Wesołowskiego. Należał do króla lub dostojnika scytyjskiego.
Wysokość nasypu kurhanu w momencie odkrycia liczyła 18 m. Podczas wykopalisk w grobowcu odkryto 2 komory grobowe, z których główna została już wcześniej ograbiona, nienaruszona pozostała natomiast komora boczna. Przy władcy pochowani byli 2 słudzy.
W grobowcu znaleziono liczne cenne przedmioty, przeważnie pochodzenia greckiego. Należą do nich m.in. amfory na wino, złota ozdobna czara z greckim napisem, grecki hełm złoty, brązowe berło, broń i ozdoby, złote i srebrne wazy zdobione motywami zoomorficznymi i scenami z życia Scytów, kocioł z brązu, kołczan ze 180 brązowymi grotami strzał, żelazny miecz, wiele drobnych przedmiotów użytku codziennego (noże, widelce, sito). Na uwagę zasługuje zwłaszcza złoty grzebień, o wymiarach 4 × 10 cm, ozdobiony sceną bitewną. Scena ta pokazuje m.in. wojownika posługującego się charakterystyczną dla Scytów kolistą tarczą z wycięciem u góry. 
Na północ od komory głównej znaleziono również komorę ze szkieletami 5 koni, na których zachowały się resztki bogato zdobionej uprzęży z brązu. Obok koni znajdował się szkielet woźnicy-koniuszego.
Przedmioty z Sołochy przechowywane są w Ermitażu.